# Gabriela Dabrowski
Gabriela Dabrowski (ur. 1 kwietnia 1992 w Ottawie) – kanadyjska tenisistka pochodzenia polskiego. Zwyciężczyni US Open 2023 w grze podwójnej oraz French Open 2017 i Australian Open 2018 w grze mieszanej, finalistka French Open 2018 i 2019 w mikście oraz Wimbledonu 2019 w deblu, brązowa medalistka igrzysk olimpijskich z Paryża (2024) w grze mieszanej, reprezentantka kraju w Pucharze Billie Jean King.

## Kariera tenisowa
W cyklu ITF wygrała dwa turnieje singlowe i dwanaście deblowych.

### 2013
W maju razem z Szachar Pe’er awansowała do finału turnieju WTA Tour w Brukseli, w którym uległy Annie-Lenie Grönefeld i Kvěcie Peschke 0:6, 3:6. W październiku wspólnie z Alicją Rosolską zanotowała finał w Linzu, przegrywając w nim z siostrami Karolíną i Kristýną Plíškovymi 6:7(6), 4:6. W 2013 roku była najwyżej sklasyfikowaną kanadyjską deblistką w rankingu WTA Tour.

### 2014
W Waszyngtonie zdobyła pierwsze trofeum deblowe z cyklu WTA Tour. W parze z Shūko Aoyamą pokonała Hiroko Kuwatę i Kurumi Narę 6:1, 6:2.

### 2015
Wspólnie z Alicją Rosolską na początku marca wygrały turniej w Monterrey, w finale pokonując wyżej rozstawione Anastasiję i Arinę Rodionowe 6:3, 2:6, 10–3.

### 2016
W następnym sezonie odnosiła deblowe sukcesy na kortach trawiastych, przegrywając minimalnie finał w Nottingham i wygrywając turniej na Majorce.

### 2017
W marcu 2017 roku, w parze z Xu Yifan, wygrała turniej w Miami, ogrywając w finale Sanię Mirzę i Barborę Strýcovą 6:4, 6:3. Wspólnie z Rohanem Bopanną zdobyła wielkoszlemowy tytuł w grze mieszanej w turnieju French Open. W sierpniu, ponownie z Xu, odniosła piąte zwycięstwo rangi WTA w New Haven. W decydującym meczu pokonała parę Ashleigh Barty–Casey Dellacqua 3:6, 6:3, 10–8.

### 2018
Kolejny rok rozpoczęła od triumfu w Sydney, w finale pokonując parę Latisha Chan–Andrea Sestini Hlaváčková 2:6, 6:4, 11–9. Podczas Australian Open w grze podwójnej doszła do ćwierćfinału, ale w turnieju gry mieszanej u boku Mate Pavicia okazali się najlepsi, w meczu mistrzowskim pokonując Tímeę Babos i Rohana Bopannę 2:6, 6:4, 11–9. Razem z Jeļeną Ostapenko zwyciężyła w Dosze. W czerwcu razem z Paviciem osiągnęła mikstowy finał French Open, ulegając w nim Latishi Chan i Ivanowi Dodigowi 1:6, 7:6(5), 8–10. W czerwcu razem z Xu triumfowała również w Eastbourne.

## Historia występów wielkoszlemowych
Legenda
     W, wygrany turniej
     F, przegrana w finale
     SF, przegrana w półfinale
     QF, przegrana w ćwierćfinale
     xR, przegrana w x rundzie
     Qx, przegrana w x rundzie kwalifikacji
     A, brak startu
     NH, turniej nie odbył się

### Występy w grze pojedynczej
| Australian Open        | A   | A   | A   | A   | A   | A   | A   | A   | Q1  | A   | A   | A   | A   | A   | A   | A    | 0 / 0 | 0 – 0 |  |  |  |  |  |  |  |  |
| French Open            | A   | A   | A   | A   | A   | A   | A   | Q2  | Q2  | A   | A   | A   | A   | A   | A   | A    | 0 / 0 | 0 – 0 |  |  |  |  |  |  |  |  |
| Wimbledon              | A   | A   | A   | A   | A   | A   | A   | A   | Q1  | A   | A   | A   | A   | NH  | A   | A    | 0 / 0 | 0 – 0 |  |  |  |  |  |  |  |  |
| US Open                | A   | A   | A   | A   | A   | A   | Q1  | Q1  | Q1  | A   | A   | A   | A   | A   | A   | A    | 0 / 0 | 0 – 0 |  |  |  |  |  |  |  |  |
|                        |     |     |     |     |     |     |     |     |     |     |     |     |     |     |     |      |       |       |  |  |  |  |  |  |  |  |
| Ranking na koniec roku | 835 | 865 | 805 | 494 | 359 | 395 | 238 | 164 | 318 | 748 | 278 | 461 | 484 | 484 | 714 | 1012 | 0 / 0 | 0 – 0 |  |  |  |  |  |  |  |  |

### Występy w grze podwójnej
| Australian Open        | A    | A   | A   | A   | A   | A   | A  | A  | 3R | 1R | 2R | QF | 1R | QF | 2R | 2R | 3R | SF | SF | 0 / 11 | 20 – 11 |  |  |  |  |  |  |
| French Open            | A    | A   | A   | A   | A   | A   | A  | 2R | 1R | 2R | 3R | 3R | QF | 3R | 3R | 3R | 3R | A  | A  | 0 / 10 | 15 – 10 |  |  |  |  |  |  |
| Wimbledon              | A    | A   | A   | A   | A   | A   | Q1 | 1R | 1R | 2R | 1R | SF | F  | NH | 1R | 3R | 1R | F  | QF | 0 / 11 | 20 – 11 |  |  |  |  |  |  |
| US Open                | A    | A   | A   | A   | A   | A   | A  | 3R | 1R | 1R | QF | 2R | QF | QF | SF | QF | W  | QF |    | 1 / 11 | 26 – 10 |  |  |  |  |  |  |
|                        |      |     |     |     |     |     |    |    |    |    |    |    |    |    |    |    |    |    |    |        |         |  |  |  |  |  |  |
| Ranking na koniec roku | 1010 | 371 | 580 | 321 | 224 | 138 | 65 | 58 | 48 | 39 | 18 | 10 | 8  | 10 | 7  | 7  | 8  | 3  |    | 1 / 43 | 81 – 42 |  |  |  |  |  |  |

### Występy w grze mieszanej
| Australian Open | A | A | A | A | A | A | A | A | A  | A  | QF | W  | QF | SF | QF | 1R | 2R | QF | 1R | 1 / 9  | 17 – 8  |  |  |  |  |  |  |
| French Open     | A | A | A | A | A | A | A | A | A  | A  | W  | F  | F  | NH | 1R | SF | SF | A  | A  | 1 / 6  | 18 – 5  |  |  |  |  |  |  |
| Wimbledon       | A | A | A | A | A | A | A | A | 1R | 3R | QF | 3R | 3R | NH | QF | QF | 1R | 1R | 1R | 0 / 10 | 9 – 10  |  |  |  |  |  |  |
| US Open         | A | A | A | A | A | A | A | A | A  | QF | QF | 2R | QF | NH | 2R | 2R | 1R | 1R |    | 0 / 8  | 9 – 8   |  |  |  |  |  |  |
|                 |   |   |   |   |   |   |   |   |    |    |    |    |    |    |    |    |    |    |    |        |         |  |  |  |  |  |  |
|                 |   |   |   |   |   |   |   |   |    |    |    |    |    |    |    |    |    |    |    | 2 / 33 | 53 – 31 |  |  |  |  |  |  |

## Finały turniejów WTA
| Legenda                     | Legenda |
| --------------------------- | ------- |
| Wielki Szlem                |         |
| Igrzyska olimpijskie        |         |
| WTA Tour Championships      |         |
| 2009 – 2020                 |         |
| WTA Premier Mandatory       |         |
| WTA Premier 5               |         |
| WTA Premier                 |         |
| WTA International Series    |         |
| WTA 125K series (2012–2020) |         |
| od 2021                     |         |
| WTA 1000 (obowiązkowe)      |         |
| WTA 1000 (nieobowiązkowe)   |         |
| WTA 500                     |         |
| WTA 250                     |         |
| WTA 125                     |         |

### Gra podwójna 39 (19–20)
| Końcowy wynik | Nr  | Data                 | Turniej     | Nawierzchnia   | Partnerka                   | Przeciwniczki                                    | Wynik finału      |
| ------------- | --- | -------------------- | ----------- | -------------- | --------------------------- | ------------------------------------------------ | ----------------- |
| Finalistka    | 1.  | 25 maja 2013         | Bruksela    | Ceglana        | Szachar Pe’er               | Anna-Lena Grönefeld Květa Peschke                | 0:6, 3:6          |
| Finalistka    | 2.  | 13 października 2013 | Linz        | Twarda (hala)  | Alicja Rosolska             | Karolína Plíšková Kristýna Plíšková              | 6:7(6), 4:6       |
| Zwyciężczyni  | 1.  | 3 sierpnia 2014      | Waszyngton  | Twarda         | Shūko Aoyama                | Hiroko Kuwata Kurumi Nara                        | 6:1, 6:2          |
| Zwyciężczyni  | 2.  | 8 marca 2015         | Monterrey   | Twarda         | Alicja Rosolska             | Anastasija Rodionowa Arina Rodionowa             | 6:3, 2:6, 10–3    |
| Finalistka    | 3.  | 12 czerwca 2016      | Nottingham  | Trawiasta      | Yang Zhaoxuan               | Andrea Hlaváčková Peng Shuai                     | 5:7, 6:3, 7–10    |
| Zwyciężczyni  | 3.  | 19 czerwca 2016      | Santa Ponça | Trawiasta      | María José Martínez Sánchez | Anna-Lena Friedsam Laura Siegemund               | 6:4, 6:2          |
| Finalistka    | 4.  | 14 stycznia 2017     | Hobart      | Twarda         | Yang Zhaoxuan               | Raluca Olaru Olha Sawczuk                        | 6:0, 4:6, 5–10    |
| Zwyciężczyni  | 4.  | 2 kwietnia 2017      | Miami       | Twarda         | Xu Yifan                    | Sania Mirza Barbora Strýcová                     | 6:4, 6:3          |
| Zwyciężczyni  | 5.  | 26 sierpnia 2017     | New Haven   | Twarda         | Xu Yifan                    | Ashleigh Barty Casey Dellacqua                   | 3:6, 6:3, 10–8    |
| Zwyciężczyni  | 6.  | 12 stycznia 2018     | Sydney      | Twarda         | Xu Yifan                    | Latisha Chan Andrea Sestini Hlaváčková           | 6:3, 6:1          |
| Zwyciężczyni  | 7.  | 18 lutego 2018       | Doha        | Twarda         | Jeļena Ostapenko            | Andreja Klepač María José Martínez Sánchez       | 6:3, 6:3          |
| Zwyciężczyni  | 8.  | 30 czerwca 2018      | Eastbourne  | Trawiasta      | Xu Yifan                    | Irina-Camelia Begu Mihaela Buzărnescu            | 6:3, 7:5          |
| Finalistka    | 5.  | 7 października 2018  | Pekin       | Twarda         | Xu Yifan                    | Andrea Sestini Hlaváčková Barbora Strýcová       | 6:4, 4:6, 8–10    |
| Finalistka    | 6.  | 11 maja 2019         | Madryt      | Ceglana        | Xu Yifan                    | Hsieh Su-wei Barbora Strýcová                    | 3:6, 1:6          |
| Zwyciężczyni  | 9.  | 25 maja 2019         | Norymberga  | Ceglana        | Xu Yifan                    | Sharon Fichman Nicole Melichar                   | 4:6, 7:6(5), 10-5 |
| Finalistka    | 7.  | 14 lipca 2019        | Wimbledon   | Trawiasta      | Xu Yifan                    | Hsieh Su-wei Barbora Strýcová                    | 2:6, 4:6          |
| Finalistka    | 8.  | 17 stycznia 2020     | Adelaide    | Twarda         | Darija Jurak                | Nicole Melichar Xu Yifan                         | 6:2, 5:7, 5–10    |
| Finalistka    | 9.  | 28 lutego 2020       | Doha        | Twarda         | Jeļena Ostapenko            | Hsieh Su-wei Barbora Strýcová                    | 2:6, 7:5, 2–10    |
| Finalistka    | 10. | 25 października 2020 | Ostrawa     | Twarda (hala)  | Luisa Stefani               | Elise Mertens Aryna Sabalenka                    | 1:6, 3:6          |
| Finalistka    | 11. | 8 maja 2021          | Madryt      | Ceglana        | Demi Schuurs                | Barbora Krejčíková Kateřina Siniaková            | 4:6, 3:6          |
| Finalistka    | 12. | 8 sierpnia 2021      | San Jose    | Twarda         | Luisa Stefani               | Darija Jurak Andreja Klepač                      | 1:6, 5:7          |
| Zwyciężczyni  | 10. | 15 sierpnia 2021     | Montreal    | Twarda         | Luisa Stefani               | Darija Jurak Andreja Klepač                      | 6:3, 6:4          |
| Finalistka    | 13. | 21 sierpnia 2021     | Cincinnati  | Twarda         | Luisa Stefani               | Samantha Stosur Zhang Shuai                      | 5:7, 3:6          |
| Zwyciężczyni  | 11. | 7 maja 2022          | Madryt      | Ceglana        | Giuliana Olmos              | Desirae Krawczyk Demi Schuurs                    | 7:6(1), 5:7, 10–7 |
| Finalistka    | 14. | 15 maja 2022         | Rzym        | Ceglana        | Giuliana Olmos              | Wieronika Kudiermietowa Anastasija Pawluczenkowa | 6:1, 4:6, 7–10    |
| Zwyciężczyni  | 12. | 18 września 2022     | Ćennaj      | Twarda         | Luisa Stefani               | Anna Blinkowa Nateła Dzałamidze                  | 6:1, 6:2          |
| Zwyciężczyni  | 13. | 25 września 2022     | Tokio       | Twarda         | Giuliana Olmos              | Nicole Melichar-Martinez Ellen Perez             | 6:4, 6:4          |
| Finalistka    | 15. | 16 października 2022 | San Diego   | Twarda         | Giuliana Olmos              | Coco Gauff Jessica Pegula                        | 6:1, 5:7, 4–10    |
| Zwyciężczyni  | 14. | 10 września 2023     | US Open     | Twarda         | Erin Routliffe              | Laura Siegemund Wiera Zwonariowa                 | 7:6(9), 6:3       |
| Finalistka    | 16. | 23 września 2023     | Guadalajara | Twarda         | Erin Routliffe              | Storm Hunter Elise Mertens                       | 6:3, 2:6, 4–10    |
| Zwyciężczyni  | 15. | 15 października 2023 | Zhengzhou   | Twarda         | Erin Routliffe              | Shūko Aoyama Ena Shibahara                       | 6:2, 6:4          |
| Finalistka    | 17. | 31 marca 2024        | Miami       | Twarda         | Erin Routliffe              | Sofia Kenin Bethanie Mattek-Sands                | 6:4, 6:7(5), 9–11 |
| Zwyciężczyni  | 16. | 16 czerwca 2024      | Nottingham  | Trawiasta      | Erin Routliffe              | Harriet Dart Diane Parry                         | 5:7, 6:3, 11–9    |
| Finalistka    | 18. | 29 czerwca 2024      | Eastbourne  | Trawiasta      | Erin Routliffe              | Ludmyła Kiczenok Jeļena Ostapenko                | 7:5, 6:7(2), 8–10 |
| Finalistka    | 19. | 14 lipca 2024        | Wimbledon   | Trawiasta      | Erin Routliffe              | Kateřina Siniaková Taylor Townsend               | 6:7(5), 6:7(1)    |
| Finalistka    | 20. | 12 sierpnia 2024     | Toronto     | Twarda         | Erin Routliffe              | Caroline Dolehide Desirae Krawczyk               | 6:7(2), 6:3, 7–10 |
| Zwyciężczyni  | 17. | 9 listopada 2024     | Rijad       | Twarda (hala)  | Erin Routliffe              | Kateřina Siniaková Taylor Townsend               | 7:5, 6:3          |
| Zwyciężczyni  | 18. | 20 kwietnia 2025     | Stuttgart   | Ceglana (hala) | Erin Routliffe              | Jekatierina Aleksandrowa Zhang Shuai             | 6:3, 6:3          |
| Zwyciężczyni  | 19. | 17 sierpnia 2025     | Cincinnati  | Twarda         | Erin Routliffe              | Guo Hanyu Aleksandra Panowa                      | 6:4, 6:3          |

### Gra mieszana 4 (2–2)
| Końcowy wynik | Nr | Data             | Turniej         | Nawierzchnia | Partner       | Przeciwnicy                      | Wynik finału      |
| ------------- | -- | ---------------- | --------------- | ------------ | ------------- | -------------------------------- | ----------------- |
| Zwyciężczyni  | 1. | 8 czerwca 2017   | French Open     | Ceglana      | Rohan Bopanna | Anna-Lena Grönefeld Robert Farah | 2:6, 6:2, 12–10   |
| Zwyciężczyni  | 2. | 28 stycznia 2018 | Australian Open | Twarda       | Mate Pavić    | Tímea Babos Rohan Bopanna        | 2:6, 6:4, 11–9    |
| Finalistka    | 1. | 7 czerwca 2018   | French Open     | Ceglana      | Mate Pavić    | Latisha Chan Ivan Dodig          | 1:6, 7:6(5), 8–10 |
| Finalistka    | 2. | 7 czerwca 2019   | French Open     | Ceglana      | Mate Pavić    | Latisha Chan Ivan Dodig          | 1:6, 6:7(5)       |

## Występy w Turnieju Mistrzyń

### W grze podwójnej
| Rok  | Rezultat     | Partnerka      | Przeciwniczki                                                                                             | Wynik                                   |
| 2017 | Ćwierćfinał  | Xu Yifan       | Jekatierina Makarowa Jelena Wiesnina                                                                      | 1:6, 1:6                                |
| 2018 | Ćwierćfinał  | Xu Yifan       | Tímea Babos Kristina Mladenovic                                                                           | 0:6, 2:6                                |
| 2019 | Faza grupowa | Xu Yifan       | Barbora Krejčíková Kateřina Siniaková Samantha Stosur Zhang Shuai Hsieh Su-wei Barbora Strýcová           | 4:6, 2:6 6:4, 4:6, 5–10 2:6, 6:4, 11–9  |
| 2021 | wycofanie    | Luisa Stefani  | nie wystąpiły z powodu kontuzji Stefani                                                                   | nie wystąpiły z powodu kontuzji Stefani |
| 2022 | Faza grupowa | Giuliana Olmos | Anna Danilina Beatriz Haddad Maia Ludmyła Kiczenok Jeļena Ostapenko Wieronika Kudiermietowa Elise Mertens | 5:7, 0:6 7:6(5), 2:6, 12–10 6:7(5), 2:6 |
| 2023 | Półfinał     | Erin Routliffe | Nicole Melichar-Martinez Ellen Perez                                                                      | 1:6, 7:6(1), 6–10                       |
| 2024 | Zwycięstwo   | Erin Routliffe | Kateřina Siniaková Taylor Townsend                                                                        | 7:5, 6:3                                |

## Historia występów w turniejach WTA
| W  | = zwycięstwo                   |
| F  | = finał                        |
| SF | = półfinał                     |
| QF | = ćwierćfinał                  |
| xR | = x runda (x – numer rundy)    |
| LQ | = odpadła w kwalifikacjach     |
| A  | = nie uczestniczyła w turnieju |
| NH | = turniej nie odbywał się      |

| a    | Uwzględniono tylko mecze rozegrane w głównej drabince turnieju.                                                                                     |
| b    | Uwzględniono tylko turnieje, w których zawodniczka wystąpiła.                                                                                       |
|      | |
| c    | Statystyki całej kariery uwzględniają wyniki w turniejach WTA, ITF, kwalifikacjach do tych turniejów oraz spotkania rozegrane w Pucharze Federacji. |
|      | |
| Q    | Do turnieju głównego dostała się przez kwalifikacje.                                                                                                |
| P5   | Turniej w danym roku miał rangę WTA Premier 5. |
| P    | Turniej w danym roku miał rangę WTA Premier |
| 1000 | Turniej w danym roku miał rangę WTA 1000. |
| 500  | Turniej w danym roku miał rangę WTA 500. |

### W grze pojedynczej
| Turniej           | Kategoria w latach 2009–2020 | 2007              | 2008              | 2009              | 2010              | 2011              | 2012              | 2013              | 2014              | 2015              | 2016              | 2017              | 2018              | 2019              | 2020              | 2021              | 2022              | Tytuły            | Z–Pa              |                   |
| Turnieje WTA 1000 | Turnieje WTA 1000            | Turnieje WTA 1000 | Turnieje WTA 1000 | Turnieje WTA 1000 | Turnieje WTA 1000 | Turnieje WTA 1000 | Turnieje WTA 1000 | Turnieje WTA 1000 | Turnieje WTA 1000 | Turnieje WTA 1000 | Turnieje WTA 1000 | Turnieje WTA 1000 | Turnieje WTA 1000 | Turnieje WTA 1000 | Turnieje WTA 1000 | Turnieje WTA 1000 | Turnieje WTA 1000 | Turnieje WTA 1000 | Turnieje WTA 1000 | Turnieje WTA 1000 |
| ----------------- | ---------------------------- | ----------------- | ----------------- | ----------------- | ----------------- | ----------------- | ----------------- | ----------------- | ----------------- | ----------------- | ----------------- | ----------------- | ----------------- | ----------------- | ----------------- | ----------------- | ----------------- | ----------------- | ----------------- | ----------------- |
| Dubaj             | Premier 5/Premier            | Kategoria 2       | Kategoria 2       | A                 | A                 | A                 | P                 | P                 | P                 | 1R                | P                 | LQ                | P                 | LQ                | P                 | LQ                | 500               | 0 / 1             | 0 – 1             |                   |
| Doha              | Premier 5/Premier            | Kat 2             | A                 | NH                | NH                | P                 | A                 | A                 | A                 | P                 | LQ                | P                 | A                 | P                 | A                 | 500               | A                 | 0 / 0             | 0 – 0             |                   |
| Indian Wells      | Premier Mandatory            | A                 | A                 | A                 | A                 | A                 | A                 | LQ                | A                 | LQ                | A                 | A                 | A                 | A                 | NH                | A                 | A                 | 0 / 0             | 0 – 0             |                   |
| Miami             | Premier Mandatory            | A                 | A                 | A                 | A                 | A                 | A                 | A                 | A                 | A                 | A                 | A                 | A                 | A                 | NH                | LQ                | A                 | 0 / 0             | 0 – 0             |                   |
| Madryt            | Premier Mandatory            | NH                | NH                | A                 | A                 | A                 | A                 | A                 | A                 | LQ                | A                 | A                 | LQ                | A                 | NH                | A                 | A                 | 0 / 0             | 0 – 0             |                   |
| Rzym              | Premier 5                    | A                 | A                 | A                 | A                 | A                 | A                 | A                 | A                 | A                 | A                 | A                 | A                 | A                 | LQ                | A                 | A                 | 0 / 0             | 0 – 0             |                   |
| Montreal/Toronto  | Premier 5                    | LQ                | LQ                | A                 | LQ                | LQ                | LQ                | LQ                | LQ                | 1R                | LQ                | LQ                | LQ                | LQ                | NH                | A                 | A                 | 0 / 1             | 0 – 1             |                   |
| Cincinnati        | Premier 5                    | Kategoria 3       | Kategoria 3       | A                 | A                 | A                 | A                 | A                 | A                 | A                 | A                 | A                 | A                 | A                 | A                 | A                 | A                 | 0 / 0             | 0 – 0             |                   |
| Tokio/ Wuhan      | Premier 5                    | A                 | A                 | A                 | A                 | A                 | A                 | A                 | A                 | LQ                | A                 | LQ                | A                 | LQ                | Nie rozegrano     | Nie rozegrano     | Nie rozegrano     | 0 / 0             | 0 – 0             |                   |
| Pekin             | Premier Mandatory            | NH                | NH                | A                 | A                 | A                 | A                 | A                 | A                 | A                 | A                 | LQ                | A                 | A                 | Nie rozegrano     | Nie rozegrano     | Nie rozegrano     | 0 / 0             | 0 – 0             |                   |
| Guadalajara       | –                            | Nie rozegrano     | Nie rozegrano     | Nie rozegrano     | Nie rozegrano     | Nie rozegrano     | Nie rozegrano     | Nie rozegrano     | Nie rozegrano     | Nie rozegrano     | Nie rozegrano     | Nie rozegrano     | Nie rozegrano     | Nie rozegrano     | Nie rozegrano     | Nie rozegrano     | A                 | 0 / 0             | 0 – 0             |                   |
|                   |                              |                   |                   |                   |                   |                   |                   |                   |                   |                   |                   |                   |                   |                   |                   |                   |                   | 0 / 2             | 0 – 2             |                   |

### W grze podwójnej
| Turniej                    | Kategoria w latach 2009–2020 | 2007                       | 2008                       | 2009                       | 2010                       | 2011                       | 2012                       | 2013                       | 2014                       | 2015                       | 2016                       | 2017                       | 2018                       | 2019                       | 2020                       | 2021                       | 2022                       | 2023                       | 2024                       | 2025                       | Tytuły                     | Z–Pa                       |                            |                            |                            |                            |                            |
| Mistrzostwa kończące sezon | Mistrzostwa kończące sezon   | Mistrzostwa kończące sezon | Mistrzostwa kończące sezon | Mistrzostwa kończące sezon | Mistrzostwa kończące sezon | Mistrzostwa kończące sezon | Mistrzostwa kończące sezon | Mistrzostwa kończące sezon | Mistrzostwa kończące sezon | Mistrzostwa kończące sezon | Mistrzostwa kończące sezon | Mistrzostwa kończące sezon | Mistrzostwa kończące sezon | Mistrzostwa kończące sezon | Mistrzostwa kończące sezon | Mistrzostwa kończące sezon | Mistrzostwa kończące sezon | Mistrzostwa kończące sezon | Mistrzostwa kończące sezon | Mistrzostwa kończące sezon | Mistrzostwa kończące sezon | Mistrzostwa kończące sezon | Mistrzostwa kończące sezon | Mistrzostwa kończące sezon | Mistrzostwa kończące sezon | Mistrzostwa kończące sezon | Mistrzostwa kończące sezon |
| -------------------------- | ---------------------------- | -------------------------- | -------------------------- | -------------------------- | -------------------------- | -------------------------- | -------------------------- | -------------------------- | -------------------------- | -------------------------- | -------------------------- | -------------------------- | -------------------------- | -------------------------- | -------------------------- | -------------------------- | -------------------------- | -------------------------- | -------------------------- | -------------------------- | -------------------------- | -------------------------- | -------------------------- | -------------------------- | -------------------------- | -------------------------- | -------------------------- |
| WTA Finals                 | WTA Finals                   | A                          | A                          | A                          | A                          | A                          | A                          | A                          | A                          | A                          | A                          | QF                         | QF                         | RR                         | NH                         | A                          | RR                         | SF                         | W                          |                            | 1 / 6                      | 10 – 7                     |                            |                            |                            |                            |                            |
| Turnieje WTA 1000          |                              |                            |                            |                            |                            |                            |                            |                            |                            |                            |                            |                            |                            |                            |                            |                            |                            |                            |                            |                            |                            |                            |                            |                            |                            |                            |                            |
| Dubaj                      | Premier 5/Premier            | Kategoria 2                | Kategoria 2                | A                          | A                          | A                          | P                          | P                          | P                          | 1R                         | P                          | QF                         | P                          | QF                         | P                          | 1R                         | 500                        | A                          | SF                         | 2R                         | 0 / 6                      | 5 – 6                      |                            |                            |                            |                            |                            |
| Doha                       | Premier 5/Premier            | Kat 2                      | A                          | NH                         | NH                         | P                          | A                          | A                          | A                          | P                          | SF                         | P                          | W                          | P                          | F                          | 500                        | 2R                         | 500                        | 2R                         | 2R                         | 1 / 6                      | 12 – 5                     |                            |                            |                            |                            |                            |
| Indian Wells               | Premier Mandatory            | A                          | A                          | A                          | A                          | A                          | A                          | A                          | A                          | 1R                         | 1R                         | 1R                         | SF                         | SF                         | NH                         | 2R                         | SF                         | QF                         | 2R                         | 2R                         | 0 / 10                     | 14 – 10                    |                            |                            |                            |                            |                            |
| Miami                      | Premier Mandatory            | A                          | A                          | A                          | A                          | A                          | A                          | A                          | A                          | 2R                         | 1R                         | W                          | 1R                         | QF                         | NH                         | SF                         | 2R                         | 1R                         | F                          | 1R                         | 1 / 10                     | 16 – 9                     |                            |                            |                            |                            |                            |
| Madryt                     | Premier Mandatory            | NH                         | NH                         | A                          | A                          | A                          | A                          | A                          | 1R                         | 1R                         | 1R                         | 2R                         | 2R                         | F                          | NH                         | F                          | W                          | QF                         | A                          | 1R                         | 1 / 10                     | 15 – 9                     |                            |                            |                            |                            |                            |
| Rzym                       | Premier 5                    | A                          | A                          | A                          | A                          | A                          | A                          | A                          | 1R                         | QF                         | 1R                         | 1R                         | QF                         | 2R                         | 2R                         | 2R                         | F                          | 1R                         | A                          | QF                         | 0 / 11                     | 9 – 11                     |                            |                            |                            |                            |                            |
| Montreal/Toronto           | Premier 5                    | A                          | 1R                         | A                          | A                          | A                          | A                          | SF                         | 2R                         | 1R                         | 1R                         | QF                         | 1R                         | SF                         | NH                         | W                          | SF                         | 2R                         | F                          | 1R                         | 1 / 13                     | 19 – 12                    |                            |                            |                            |                            |                            |
| Cincinnati                 | Premier 5                    | Kategoria 3                | Kategoria 3                | A                          | A                          | A                          | A                          | A                          | 1R                         | A                          | 1R                         | 2R                         | A                          | 2R                         | 1R                         | F                          | QF                         | 2R                         | A                          | W                          | 1 / 9                      | 13 – 8                     |                            |                            |                            |                            |                            |
| Tokio/ Wuhan               | Premier 5                    | A                          | A                          | A                          | A                          | A                          | A                          | A                          | A                          | QF                         | 2R                         | QF                         | QF                         | 2R                         | Nie rozegrano              | Nie rozegrano              | Nie rozegrano              | Nie rozegrano              | QF                         |                            | 0 / 6                      | 7 – 6                      |                            |                            |                            |                            |                            |
| Pekin                      | Premier Mandatory            | A                          | A                          | A                          | A                          | A                          | A                          | A                          | A                          | 2R                         | SF                         | QF                         | F                          | QF                         | Nie rozegrano              | Nie rozegrano              | Nie rozegrano              | 2R                         | 2R                         |                            | 0 / 7                      | 11 – 7                     |                            |                            |                            |                            |                            |
| Guadalajara                | –                            | Nie rozegrano              | Nie rozegrano              | Nie rozegrano              | Nie rozegrano              | Nie rozegrano              | Nie rozegrano              | Nie rozegrano              | Nie rozegrano              | Nie rozegrano              | Nie rozegrano              | Nie rozegrano              | Nie rozegrano              | Nie rozegrano              | Nie rozegrano              | Nie rozegrano              | QF                         | F                          | 500                        | 500                        | 0 / 2                      | 4 – 2                      |                            |                            |                            |                            |                            |
|                            |                              |                            |                            |                            |                            |                            |                            |                            |                            |                            |                            |                            |                            |                            |                            |                            |                            |                            |                            |                            | 5 / 90                     | 125 – 85                   |                            |                            |                            |                            |                            |

## Finały turniejów ITF
| turnieje z pulą nagród 100 000 $   |
| turnieje z pulą nagród 75/80 000 $ |
| turnieje z pulą nagród 50/60 000 $ |
| turnieje z pulą nagród 25 000 $    |
| turnieje z pulą nagród 15 000 $    |
| turnieje z pulą nagród 10 000 $    |

### Gra pojedyncza 6 (2–4)
| Rezultat     |    | Data       | Turniej    | ($)    | Naw.          | Przeciwniczka   | Wynik            |
| Finalistka   | 1. | 06/11/2011 | Toronto    | 50 000 | Twarda (hala) | Amra Sadiković  | 4:6, 2:6         |
| Finalistka   | 2. | 07/07/2013 | Waterloo   | 50 000 | Ceglana       | Julja Gluszko   | 1:6, 3:6         |
| Finalistka   | 3. | 10/11/2013 | Captiva    | 50 000 | Twarda        | Mandy Minella   | 3:6, 3:6         |
| Finalistka   | 4. | 12/01/2014 | Vero Beach | 25 000 | Ceglana       | Laura Siegemund | 3:6, 6:7(10)     |
| Zwyciężczyni | 1. | 02/11/2014 | Toronto    | 50 000 | Twarda (hala) | Maria Sanchez   | 6:4, 2:6, 7:6(7) |
| Zwyciężczyni | 2. | 27/11/2016 | Nashville  | 25 000 | Twarda (hala) | Jennifer Elie   | 7:6(6), 6:4      |

### Gra podwójna 20 (12–8)
| Rezultat     |     | Data       | Turniej     | ($)    | Naw.          | Partnerka            | Przeciwniczki                          | Wynik             |
| Zwyciężczyni | 1.  | 10/11/2007 | Toronto     | 25 000 | Twarda (hala) | Sharon Fichman       | Maria Fernanda Alves Christina Wheeler | 6:3, 6:0          |
| Finalistka   | 1.  | 25/10/2008 | Saguenay    | 50 000 | Twarda (hala) | Sharon Fichman       | Katalin Marosi Marina Tavares          | 6:2, 4:6, 4–10    |
| Finalistka   | 2.  | 19/06/2010 | Bratysława  | 25 000 | Ceglana       | Chantal Škamlová     | Katarína Kachlíková Lenka Tvarošková   | 4:6, 6:7(2)       |
| Zwyciężczyni | 2.  | 06/11/2010 | Toronto     | 50 000 | Twarda (hala) | Sharon Fichman       | Brittany Augustine Alexandra Mueller   | 6:4, 6:0          |
| Finalistka   | 3.  | 22/01/2011 | Lutz        | 25 000 | Ceglana       | Sharon Fichman       | Ahsha Rolle Mashona Washington         | 4:6, 4:6          |
| Finalistka   | 4.  | 29/10/2011 | Saguenay    | 50 000 | Twarda (hala) | Marie-Ève Pelletier  | Tímea Babos Jessica Pegula             | 4:6, 3:6          |
| Zwyciężczyni | 3.  | 04/11/2011 | Toronto     | 50 000 | Twarda (hala) | Marie-Ève Pelletier  | Tímea Babos Jessica Pegula             | 7:5, 6:7(5), 10–4 |
| Zwyciężczyni | 4.  | 13/05/2012 | Raleigh     | 25 000 | Ceglana       | Marie-Ève Pelletier  | Alexandra Mueller Asia Muhammad        | 6:4, 4:6, 10–5    |
| Finalistka   | 5.  | 20/05/2012 | Landisville | 10 000 | Twarda        | Alexandra Mueller    | Macall Harkins Hsu Chieh-yu            | 3:6, 4:6          |
| Finalistka   | 6.  | 14/07/2012 | Waterloo    | 50 000 | Ceglana       | Shūko Aoyama         | Sharon Fichman Marie-Ève Pelletier     | 2:6, 5:7          |
| Zwyciężczyni | 5.  | 27/10/2012 | Saguenay    | 50 000 | Twarda (hala) | Ałła Kudriawcewa     | Sharon Fichman Marie-Ève Pelletier     | 6:2, 6:2          |
| Zwyciężczyni | 6.  | 02/11/2012 | Toronto     | 50 000 | Twarda (hala) | Ałła Kudriawcewa     | Eugenie Bouchard Jessica Pegula        | 6:2, 7:6(2)       |
| Zwyciężczyni | 7.  | 04/05/2013 | Wiesbaden   | 25 000 | Ceglana       | Sharon Fichman       | Dinah Pfizenmaier Anna Zaja            | 6:3, 6:3          |
| Finalistka   | 7.  | 07/06/2013 | Nottingham  | 75 000 | Trawiasta     | Sharon Fichman       | Maria Sanchez Nicola Slater            | 4:6, 6:3, 10–8    |
| Zwyciężczyni | 8.  | 06/07/2013 | Waterloo    | 50 000 | Ceglana       | Sharon Fichman       | Misa Eguchi Eri Hozumi                 | 7:6(6), 6:3       |
| Zwyciężczyni | 9.  | 09/11/2013 | Captiva     | 50 000 | Twarda        | Allie Will           | Julia Boserup Alexandra Mueller        | 6:1, 6:2          |
| Zwyciężczyni | 10. | 04/07/2014 | Versmold    | 50 000 | Ceglana       | Mariana Duque Mariño | Verónica Cepede Royg Stephanie Vogt    | 6:4, 6:2          |
| Finalistka   | 8.  | 31/10/2014 | Toronto     | 50 000 | Twarda (hala) | Tatjana Maria        | Maria Sanchez Taylor Townsend          | 5:7, 6;4, 13–15   |
| Zwyciężczyni | 11. | 09/11/2014 | Captiva     | 50 000 | Twarda        | Ana Tatiszwili       | Asia Muhammad Maria Sanchez            | 6:3, 6:3          |
| Zwyciężczyni | 12. | 05/11/2016 | Toronto     | 50 000 | Twarda (hala) | Michaëlla Krajicek   | Ashley Weinhold Caitlin Whoriskey      | 6:4, 6:3          |

## Występy w igrzyskach olimpijskich

### Gra podwójna
| Runda                                                                           | Partnerka            | Przeciwniczki                                                       | Wynik            |
| ------------------------------------------------------------------------------- | -------------------- | ------------------------------------------------------------------- | ---------------- |
|                                                                                 |                      |                                                                     |                  |
| Letnie Igrzyska Olimpijskie w Rio de Janeiro 2016, reprezentując państwo Kanada |                      |                                                                     |                  |
| I runda                                                                         | Eugenie Bouchard     | Polska: Klaudia Jans-Ignacik / Paula Kania                          | 6:4, 5:7, 6:3    |
| II runda                                                                        | Eugenie Bouchard     | Czechy: Lucie Šafářová / Barbora Strýcová                           | 7:6(4), 2:6, 3:6 |
|                                                                                 |                      |                                                                     |                  |
| Letnie Igrzyska Olimpijskie w Tokio 2020, reprezentując państwo Kanada          |                      |                                                                     |                  |
| I runda                                                                         | Sharon Fichman [7]   | Brazylia: Laura Pigossi / Luisa Stefani                             | 6:7(3), 4:6      |
|                                                                                 |                      |                                                                     |                  |
| Letnie Igrzyska Olimpijskie w Paryżu 2024, reprezentując państwo Kanada         |                      |                                                                     |                  |
| I runda                                                                         | Leylah Fernandez [5] | Francja: Clara Burel / Warwara Graczowa                             | 6:1, 7:5         |
| II runda                                                                        | Leylah Fernandez [5] | Indywidualni sportowcy neutralni: Mirra Andriejewa / Diana Sznajder | 4:6, 0:6         |

### Gra mieszana
| Runda                                                                   | Partner               | Przeciwnicy                                      | Wynik             |
| ----------------------------------------------------------------------- | --------------------- | ------------------------------------------------ | ----------------- |
|                                                                         |                       |                                                  |                   |
| Letnie Igrzyska Olimpijskie w Tokio 2020, reprezentując państwo Kanada  |                       |                                                  |                   |
| I runda                                                                 | Félix Auger-Aliassime | Grecja: Maria Sakari / Stefanos Tsitsipas [2]    | 3:6, 4:6          |
|                                                                         |                       |                                                  |                   |
| Letnie Igrzyska Olimpijskie w Paryżu 2024, reprezentując państwo Kanada |                       |                                                  |                   |
| I runda                                                                 | Félix Auger-Aliassime | Wielka Brytania: Heather Watson / Joe Salisbury  | 7:5, 4:6, 10–3    |
| Ćwierćfinał                                                             | Félix Auger-Aliassime | Stany Zjednoczone: Coco Gauff / Taylor Fritz [3] | 7:6(2), 3:6, 10–8 |
| Półfinał                                                                | Félix Auger-Aliassime | Czechy: Kateřina Siniaková / Tomáš Macháč        | 3:6, 3:6          |
| O brązowy medal                                                         | Félix Auger-Aliassime | Holandia: Demi Schuurs / Wesley Koolhof          | 6:3, 7:6(2)       |

## Finały juniorskich turniejów wielkoszlemowych

### Gra podwójna (1)
| Końcowy wynik | Rok  | Turniej         | Nawierzchnia | Partnerka   | Przeciwniczki                  | Wynik finału |
| Finalistka    | 2010 | Australian Open | Twarda       | Tímea Babos | Jana Čepelová Chantal Škamlová | 6:7(1), 2:6  |